# 夏尔·凯什兰
夏尔·路易·欧仁·凯什兰（法語：Charles Louis Eugène Koechlin，法語：[ʃaʁl lwi øʒɛn keklɛ̃]；1867年11月27日—1950年12月31日），又譯柯克兰，法国作曲家，音乐学家。早年在巴黎音乐学院从马斯内和福莱学习，之后一直过着类似隐居的生活。其作品数量很多，体裁风格各异。常采用色彩丰富的配器，复杂的对位和接近无调性的音乐语言。凯什兰也是著名的音乐学家，写有研究福莱和德彪西的专著。

## 作品節選
- 三首小品，為低音管與鋼琴，作品第34號
  - 三首小品，為長笛、低音管與鋼琴